# Calendario pisano

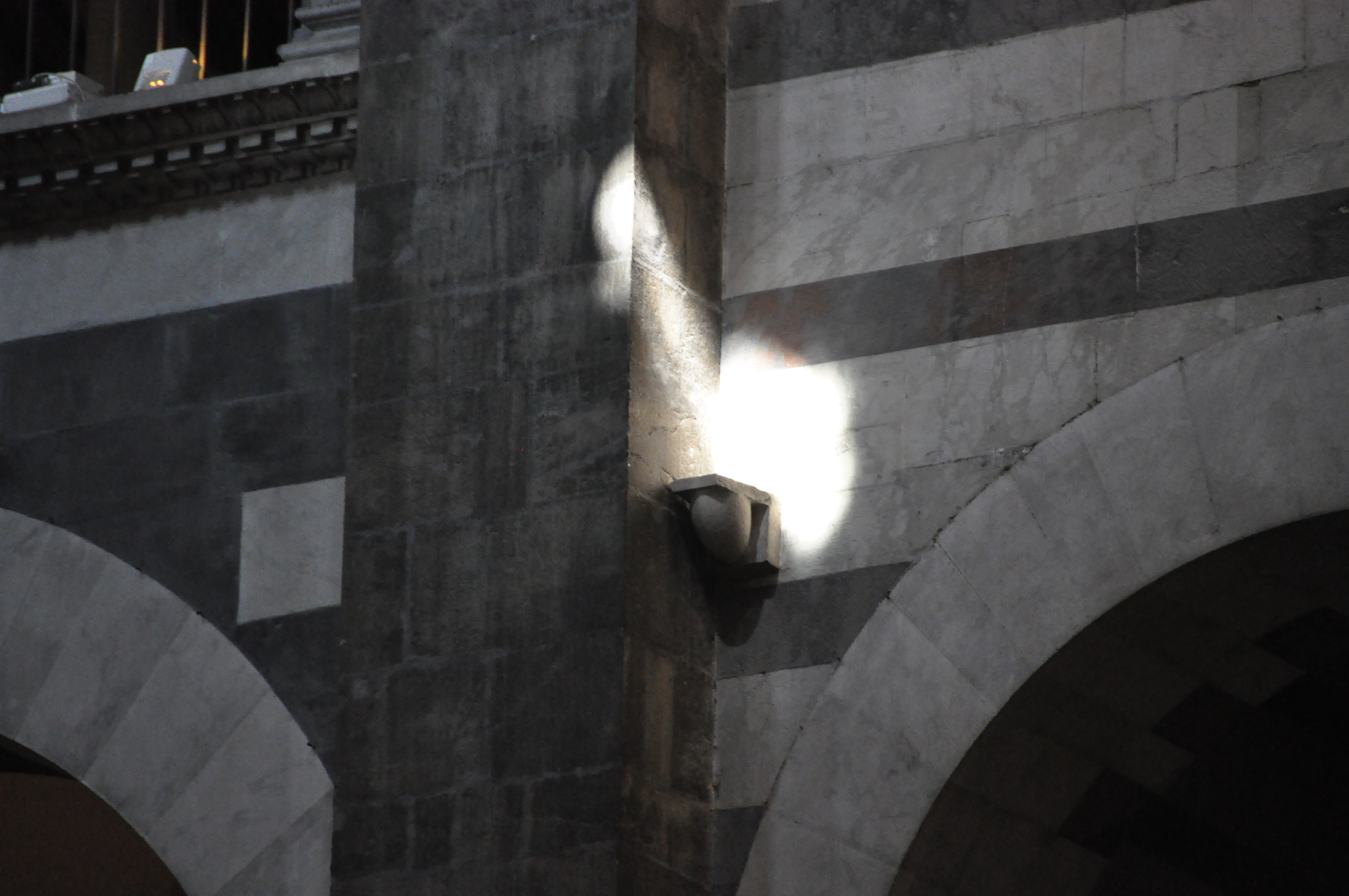
Il raggio di luce che dà inizio al Capodanno Pisano

Il calendario pisano, o stile dell'Incarnazione al modo pisano, o ancora semplicemente stile pisano, era un particolare tipo di calendario in uso a Pisa e in altre zone dell'attuale Toscana fino alla metà del XVIII secolo, che faceva iniziare l'anno il giorno 25 marzo (festa dell'annunciazione della Vergine Maria secondo il calendario liturgico), anticipandone di nove mesi e sette giorni l'inizio rispetto allo "stile moderno" o "stile della Circoncisione", ancor oggi in uso, che indica il giorno 1º gennaio come primo giorno dell'anno.

## Storia e descrizione
Questo tipo di calendario non deve essere confuso con lo "stile dell'Incarnazione al modo fiorentino", utilizzato in molte città dell'Italia medievale come Firenze e Piacenza, che indicava anch'esso il giorno 25 marzo come primo giorno dell'anno, ma posticipandone l'inizio di due mesi e ventiquattro giorni rispetto all'uso moderno. Le date espresse secondo lo stile pisano e quelle secondo lo stile fiorentino, in entrambi i casi indicate nelle fonti dell'epoca con la formula anno ab Incarnatione Domini, differivano dunque di un anno esatto.
Qualche esempio: il giorno 12 febbraio 1346 (stile Moderno), rimaneva 12 febbraio 1346 secondo lo stile pisano, ma corrispondeva al 12 febbraio 1345 secondo lo stile fiorentino; il giorno 22 ottobre 1408 (stile Moderno), rimaneva tale secondo lo stile fiorentino, ma diveniva 22 ottobre 1409 secondo quello pisano. In altri termini, a Firenze il 25 marzo iniziava l'anno X, mentre a Pisa terminava.
Il Calendario Pisano fu definitivamente abolito, insieme a tutti gli altri in uso tra i "popoli della Tuscia", il 20 novembre 1749 per decreto del granduca Francesco Stefano di Lorena, con il quale fu ordinato che in tutto il territorio toscano il nuovo anno cominciasse il 1º gennaio seguente. La lapide marmorea con il testo del decreto granducale è collocata nel loggiato del Palazzo Pretorio di Pisa.

## L'orologio solare

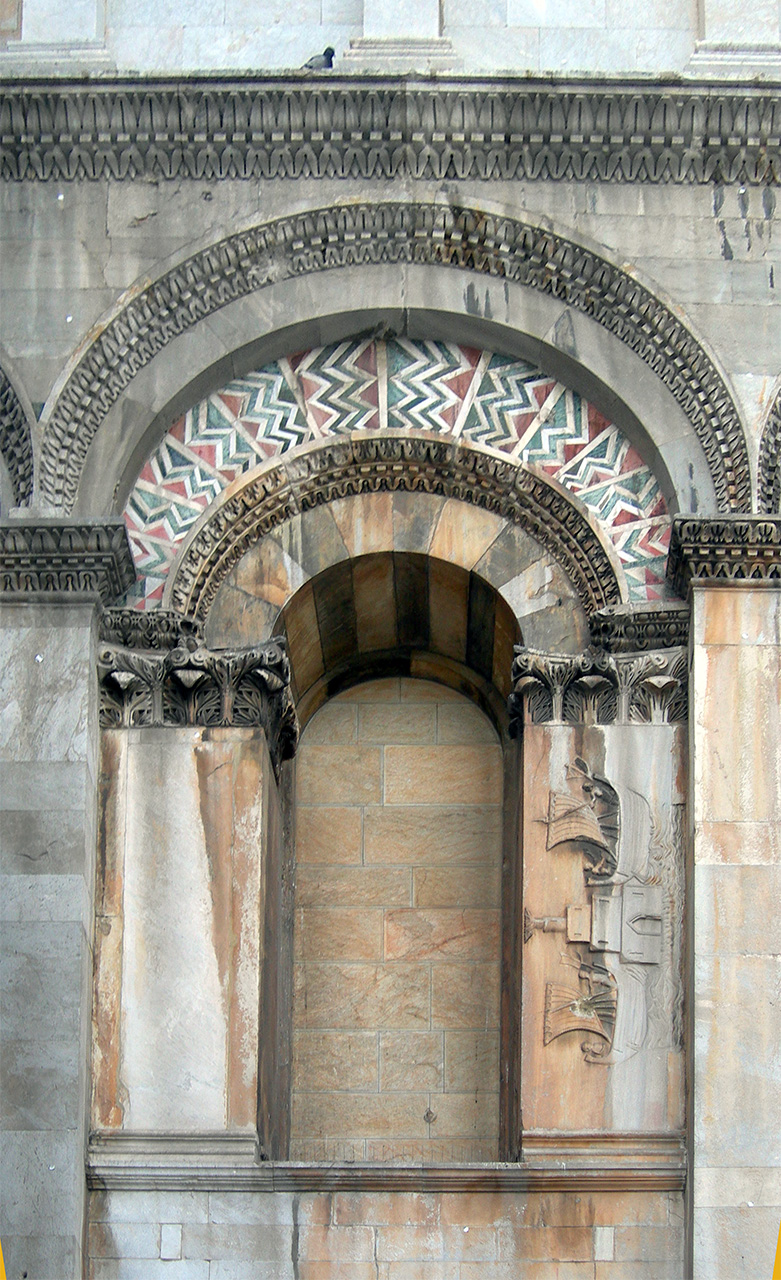
La finestra aurea dalla quale originariamente entrava il raggio di sole

L'inizio dell'Anno Pisano è scandito da un orologio solare. Anticamente nel Duomo un raggio di sole entrava da una finestra, detta Aurea, colpendo una zona prossima all'altare maggiore a mezzogiorno in punto. Col tempo tale orologio è venuto meno a causa delle pesanti modifiche del XVII secolo.
Il meccanismo solare fu ripristinato in seguito tra il XIX e il XX secolo, sfruttando una differente finestra - la cosiddetta Sammarchina, il più piccolo dei quattro occhielli rotondi posti sotto la cupola, che prende il nome dal corrispondente pennacchio, recante l'immagine di San Marco - e stabilendo come bersaglio una mensolina a forma di uovo posta sul pilastro accanto del pergamo di Giovanni Pisano, riassemblato nel 1926. L'orologio solare risulta falsato per vari motivi, tra cui la non corrispondenza del mezzogiorno solare con quello dato dall'orologio e l'incidenza del raggio non più perpendicolare, ma obliquo.
Altri orologi solari erano presumibilmente presenti in altri edifici sacri del territorio alfeo. Lo stesso Battistero è da molti considerato un enorme orologio: in occasione del mezzogiorno astronomico la luce proveniente da una delle finestre colpisce un punto del lato nord, fra due lapidi tombali.

## La riscoperta e il Capodanno pisano attuale

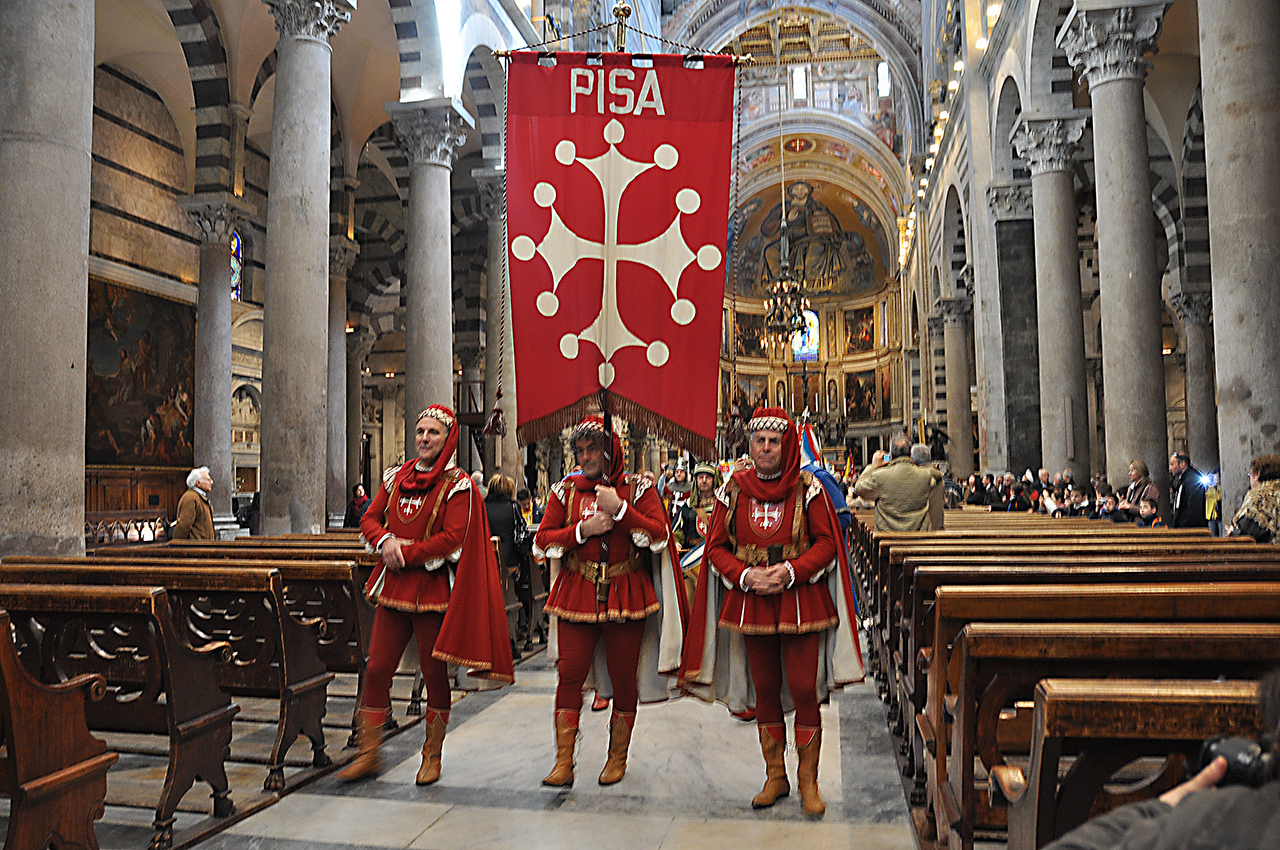
Il corteo storico dentro il Duomo

### Riscoperta
Negli anni ottanta del XX secolo fu grazie allo studio e alla passione per Pisa del concittadino Paolo Gianfaldoni che, preso dalla curiosità per le cose pisane, dopo una serie di accurate ricerche, scrisse nel 1982 un articolo che fu pubblicato sul periodico locale "Vita Nova" e poi, nel 1983, un altro sul quotidiano “La Nazione”, riproponendo dopo anni all'attenzione dell'intera città il dato storico della tradizione ormai dimenticata da secoli con la quale veniva celebrato l'inizio dell'anno pisano.
Pochi anni dopo la Parte di Mezzogiorno del Gioco del Ponte, guidata da Umberto Moschini, avviò ufficialmente le celebrazioni dell'evento e così fu anche nel prosieguo grazie anche all'impegno dell'Associazione Amici del Gioco del Ponte (che per tale motivo ancora oggi conserva il ruolo di ente coordinatore delle associazioni impegnate nelle attività culturali promosse in occasione del capodanno pisano). Nel 2000 l'organizzazione delle celebrazioni è stata affidata al Comune e alla Provincia di Pisa.

### Il Capodanno Pisano oggi
Oggigiorno il Capodanno è sentito non più come data ufficiale, ma come commemorazione storica e religiosa, dato che tale ricorrenza è determinata dall'Annunciazione e la relativa cerimonia si svolge in Cattedrale.
L'evento è preceduto da un corteo storico con figuranti della Repubblica Marinara, delle Parti del Gioco del Ponte, di vari gruppi storici e dai gonfaloni dei Comuni della Città e del territorio alfeo, e celebrato con una breve cerimonia religiosa che termina alle 12 esatte, con la formula di proclamazione del Nuovo Anno Pisano da parte del Sindaco di Pisa. La mancanza di raggio di sole è tradizionalmente considerata non di buon auspicio. La cerimonia non viene officiata nei rari casi in cui il 25 marzo si celebri il Venerdì santo. 
Negli ultimi anni la festa è stata enfatizzata a Pisa e nel territorio, tramite l'organizzazione di mostre, eventi e spettacoli di vario genere nei giorni precedenti, che culminano la notte prima del Capodanno col cenone di fine anno in vari locali della città e il classico spettacolo dei fuochi d'artificio, sparati da imbarcazioni sull'Arno.

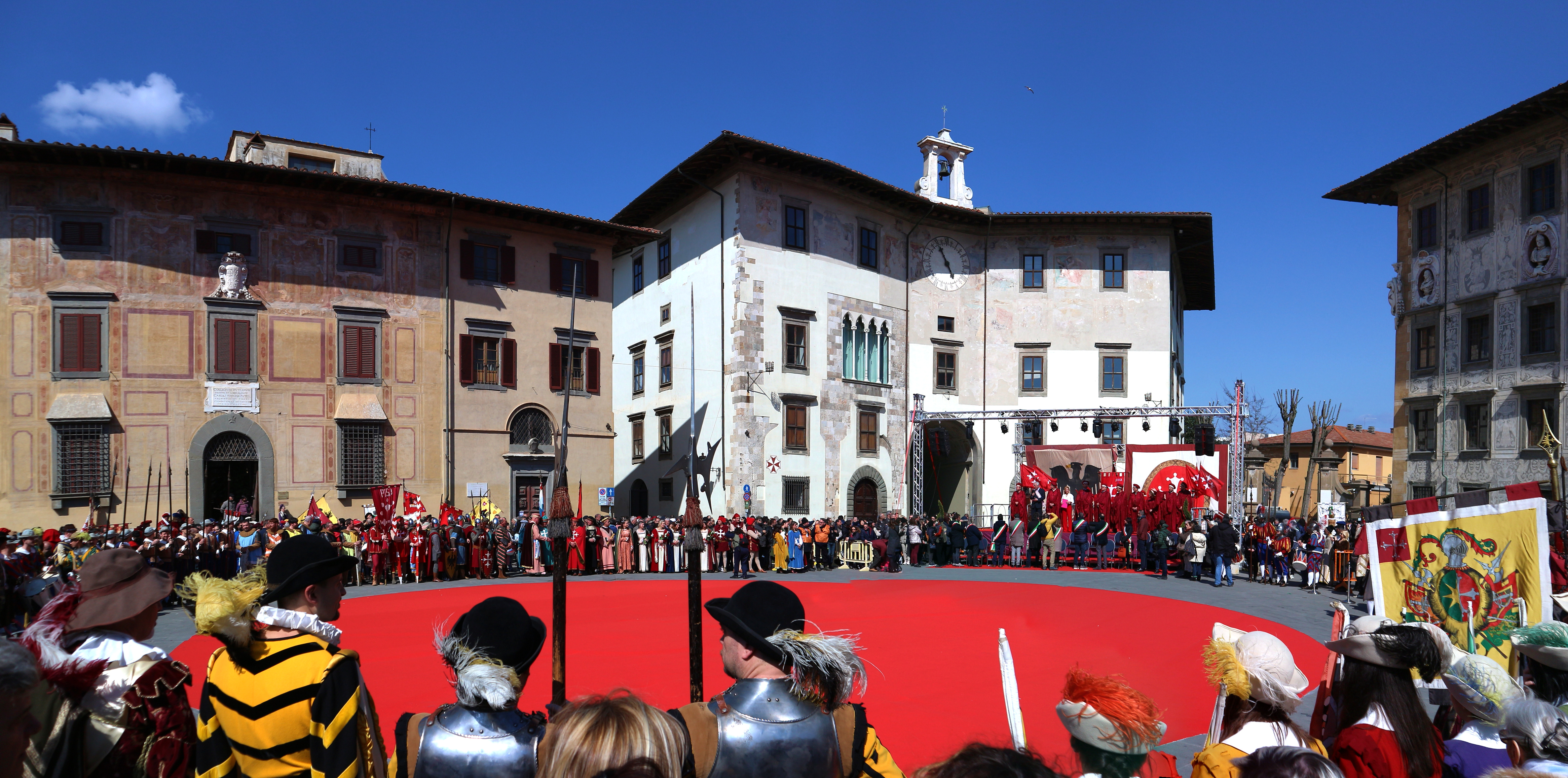
Il Capodanno Pisano 2019 in Piazza dei Cavalieri.